# بنية تحتية عامة

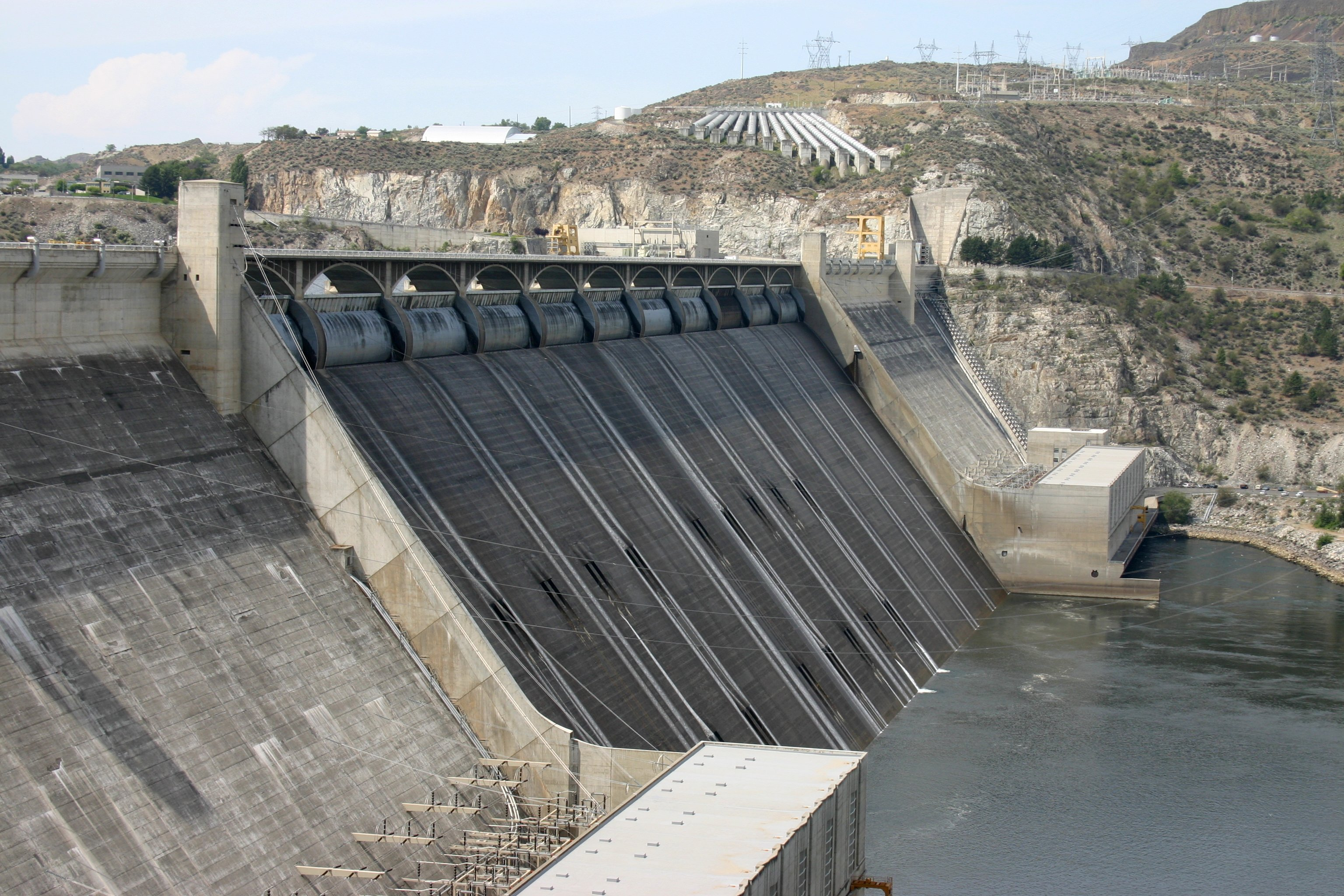

بنية تحتية عامة (بالإنجليزية: Public infrastructure)‏ هي بنية تحتية مملوكة أو متاحة للاستخدام من قبل العامة (تمثلها الحكومة). يمكن تمييز البنية التحتية العامة عن الخاصة من حيث السياسة والتمويل.
بنية تحتية عامة هو مصطلح عام يشمل كل البنى تحت الأرض وينتهي عند سطح الأرض فيعتبر جسم الطريق المكون من عدة طبقات من البنية التحتية وهو الفاصل بين البنى التحتية الأخرى ان وجدت والمرافق، ويمكن ان يحدد بدقة حسب الحالة والمكان فيعتبر رصيف الشارع أحد المرافق وغطاء بالوعة الصرف في منتصف الطريق هي من المرافق وعامود الإنارة مرفق وكافة المكونات الظاهرة للعيان على الطرقات هي مرافق عامة وليست بنية تحتية.
تشمل غالبا : 
- البنية التحتية للنقل - المركبات والطرق والسكك الحديدية والكابلات وتمويل النقل 
  - البنية التحتية للطيران - تكنولوجيا مراقبة الحركة الجوية في مجال الطيران
  - النقل بالسكك الحديدية - المسار، الإشارات، كهربة القضبان.
  - النقل البري - الطرق والجسور والأنفاق
- البنية التحتية الحرجة - الأصول اللازمة للحفاظ على حياة الإنسان
- البنية التحتية للطاقة - نقل وتخزين الوقود الأحفوري والمصادر المتجددة
- النفايات الخطرة - الخصائص، التخلص، معالجة النفايات الخطرة.
- البنية التحتية للمعلومات والاتصالات - أنظمة تخزين المعلومات وتوزيعها
- رأس المال العام - الأصول المملوكة للحكومة
- الأشغال العامة - البنية التحتية البلدية، وظائف الصيانة والوكالات.
- النفايات الصلبة - توليد وجمع وإدارة القمامة/القمامة.
- البنية التحتية الحضرية المستدامة - التكنولوجيا والهندسة المعمارية وسياسة العيش المستدام
- البنية التحتية للمياه - توزيع وصيانة إمدادات المياه
- البنية التحتية للمياه العادمة - التخلص من مياه الصرف الصحي ومعالجتها
- التنمية القائمة على البنية التحتية